# West Leechburg
West Leechburg és una població dels Estats Units a l'estat de Pennsilvània. Segons el cens del 2000 tenia 1.290 habitants.

## Demografia
Segons el cens del 2000, West Leechburg tenia 1.290 habitants, 542 habitatges, i 405 famílies. La densitat de població era de 535,6 habitants/km².
Dels 542 habitatges en un 27,5% hi vivien nens de menys de 18 anys, en un 62% hi vivien parelles casades, en un 9,4% dones solteres, i en un 25,1% no eren unitats familiars. En el 22% dels habitatges hi vivien persones soles el 12,4% de les quals corresponia a persones de 65 anys o més que vivien soles. El nombre mitjà de persones vivint en cada habitatge era de 2,38 i el nombre mitjà de persones que vivien en cada família era de 2,77.
Per edats la població es repartia de la següent manera: un 20,2% tenia menys de 18 anys, un 5,8% entre 18 i 24, un 26,4% entre 25 i 44, un 24,9% de 45 a 60 i un 22,6% 65 anys o més.
L'edat mediana era de 44 anys. Per cada 100 dones de 18 o més anys hi havia 93,8 homes.
La renda mediana per habitatge era de 38.167$ i la renda mediana per família de 44.000$. Els homes tenien una renda mediana de 40.875$ mentre que les dones 21.944$. La renda per capita de la població era de 20.192$. Entorn del 4,9% de les famílies i el 5,1% de la població estaven per davall del llindar de pobresa.

## Poblacions més properes
El següent diagrama mostra les poblacions més properes.